# Пенсионные решения
НПФ «Пенсионные решения» (АО НПФ «Пенсионные решения») — российский негосударственный пенсионный фонд (НПФ), созданный в 2002 году. Это был первый НПФ в России, полностью принадлежащий иностранной компании. Специализируется на работе по негосударственному пенсионному обеспечению (НПО), входит в десятку крупнейших российских НПФ по объему пенсионных резервов.

## История компании

### Первый иностранный НПФ в России
В октябре 2002 года нидерландский финансовый конгломерат ING Group объявил об открытии собственного НПФ ИНГ в России (лицензия на пенсионную деятельность была получена группой еще в первом полугодии), тем самым став первым проводником пенсионного обеспечения в стране, принадлежащим иностранной компании.
Фонд планировал предлагать свои услуги по НПО российским корпоративным клиентам ING Bank и в первую очередь действующим в стране отделениям западных компаний. В частности, в 2004 году одним из клиентом НПФ стало российское подразделение British American Tobacco (BAT), которое стало первой крупной иностранной компанией, начавшей реализовывать в стране корпоративную пенсионную программу для своих сотрудников.
К концу 2008 года у НПФ ИНГ было уже 17 тысяч клиентов, а объем средств в нем был на уровне 1,3 млрд рублей. В первом полугодии 2009 году фонд приобрела британская страховая группа Aviva, а уже в июле НПФ получил новое наименование — «Авива Пенсионное обеспечение». В следующем году к нему был присоединен также принадлежащий британской группе НПФ «Авива». В результате НПФ «Авива Пенсионное обеспечение» к 2011 году вошел в 20-ку крупнейших российских фондов по пенсионным резервам (средствам аккумулированным в рамках НПО).

### У российских собственников
В феврале 2013 года подконтрольный Российским железным дорогам (РЖД) НПФ «Благосостояние» договорился о приобретении у Aviva ее российских активов, включая НПФ «Авива Пенсионное обеспечение», за 35 млн евро. Сделка состоялась через подконтрольную «Благосостоянию» компанию «КИТ Финанс Капитал». В том же году после завершения сделки НПФ сменил название на «Благосостояние ЭмЭнСи». К концу 2014 года объем пенсионных резервов фонда составляли 5,4 млрд рублей, «Благосостояние ЭмЭнСи» занимал по этому показателю 16-е место среди российских НПФ.
В 2017 году прошла сделка между НПФ «Благосостояние» и группой «Ренессанс страхование» Бориса Йордана с участием инвестфонда Baring Vostok по слиянию ряда активов, в периметр которой попал и фонд «Благосостояние ЭмЭнСи». В следующем году НПФ завершил процедуру акционирования (начал ее годом ранее) с одновременным переименованием в «Ренессанс пенсии».
В середине 2021 года НПФ Сбербанка за 2,5 млрд рублей приобрел у группы «Ренессанс страхование» НПФ «Ренессанс пенсии». К этому времени у последнего было 24,9 млрд рублей пенсионных резервов и 43,1 тысячи человек клиентов. По объему средств по НПО фонд уже входил в топ-10 российских НПФ. В том же году фонд получил новое название «Пенсионные решения». Однако через год, после попадания материнского Сбербанка под многочисленные санкции, НПФ Сбербанка продал недавно купленный фонд с убытком в 1,3 млрд рублей, что сам объяснял «рыночной конъюнктурой».